# Ngộ độc thủy ngân
Ngộ độc thủy ngân hay Nhiễm độc thủy ngân là một dạng ngộ độc kim loại do tiếp xúc với thủy ngân. Các triệu chứng phụ thuộc vào loại, liều lượng, phương pháp và thời gian tiếp xúc. Chúng có thể bao gồm yếu cơ, phối hợp kém, tê ở tay và chân, nổi mẩn da, lo lắng, gặp vấn đề về trí nhớ, nói khó khăn, khó nghe hoặc gặp khó khăn khi nhìn. Phơi nhiễm mức độ cao với methyl thủy ngân được gọi là bệnh Minamata.  Phơi nhiễm methyl thủy ngân ở trẻ em có thể dẫn đến acrodynia (bệnh da hồng) trong đó da trở nên hồng và bong tróc.  Các biến chứng lâu dài có thể bao gồm các vấn đề về thận và giảm trí thông minh. Tác dụng của việc tiếp xúc với liều thấp trong thời gian dài với methylmercury là không rõ ràng.
Dạng thủy ngân gây nhiễm độc bao gồm kim loại, trạng thái hơi, muối và hợp chất hữu cơ.  Hầu hết các hình thức tiếp xúc là từ ăn cá, trám răng bằng hỗn hống, hoặc tiếp xúc tại nơi làm việc. Ở cá, những loài ở vị trí cao hơn trong chuỗi thức ăn thường có hàm lượng thủy ngân cao hơn.  Tuy ít phổ biến hơn, ngộ độc thủy ngân có thể xảy ra như một phương pháp tự tử. Các hoạt động của con người giải phóng thủy ngân vào môi trường bao gồm đốt than và khai thác vàng. Các phương thức xét nghiệm máu, nước tiểu và tóc cho thủy ngân đều có thể thực hiện nhưng kết quả của chúng không liên quan rõ ràng đến lượng thủy ngân đang tồn trữ trong cơ thể.
Phòng ngừa bao gồm ăn chế độ ăn ít thủy ngân, loại bỏ thủy ngân khỏi các thiết bị y tế và các thiết bị khác, xử lý thủy ngân đúng cách và không khai thác thêm thủy ngân. Ở những người bị ngộ độc cấp tính từ muối thủy ngân vô cơ, thải độc bằng axit dimercaptosuccinic (DMSA) hoặc dimercaptopropan sulfonat (DMPS) dường như cải thiện kết quả nếu được áp dụng điều trị trong vài giờ sau khi tiếp xúc.  Phương thức thải độc này áp dụng cho những người tiếp xúc lâu dài là không rõ ràng. Ở một số cộng đồng sống bằng nghề đánh bắt cá, tỷ lệ ngộ độc thủy ngân ở trẻ em đã lên tới 1,7 trên 100.

## Dấu hiệu và triệu chứng
Triệu chứng phổ biến của ngộ độc thủy ngân bao gồm bệnh thần kinh ngoại vi, trình bày như dị cảm hoặc ngứa, rát, đau, hoặc thậm chí một cảm giác tương tự như các loài côn trùng nhỏ bò trên hoặc dưới da (formication); đổi màu da (da, đầu ngón tay và ngón chân  đỏ hồng); sưng; và bong da chết (bong tróc da).
Thủy ngân gây ức chế không thể đảo ngược các enzym phụ thuộc selen (xem bên dưới) và cũng có thể làm bất hoạt S -adenosyl-methionine, cần thiết cho quá trình dị hóa catecholamine bởi catechol-O-methyl transferase. Do cơ thể không có khả năng làm giảm catecholamine (ví dụ epinephrine), một người bị ngộ độc thủy ngân có thể bị ra mồ hôi nhiều, nhịp tim nhanh, tăng tiết nước bọt và tăng huyết áp.
Trẻ em bị ngộ độc có thể có má, mũi và môi đỏ hồng, rụng tóc, răng và móng, phát ban trong thời gian ngắn, yếu cơ và tăng độ nhạy cảm với ánh sáng. Các triệu chứng khác có thể bao gồm rối loạn chức năng thận (ví dụ Hội chứng Fanconi) hoặc các triệu chứng tâm thần kinh như mất khả năng cảm xúc, suy giảm trí nhớ hoặc mất ngủ.
Do đó, biểu hiện lâm sàng có thể giống với pheochromocytoma hoặc bệnh Kawasaki. Tróc vảy da (lột da) có thể xảy ra với ngộ độc thủy ngân nghiêm trọng khi tiếp xúc với thủy ngân ở dạng kim loại lỏng.

## Nguyên nhân
Việc tiêu thụ cá cho đến nay là nguồn phơi nhiễm thủy ngân liên quan đến ăn uống đáng kể nhất ở người, mặc dù thực vật và gia súc cũng chứa thủy ngân do nồng độ sinh học của thủy ngân từ nước biển, nước ngọt, các trầm tích đại dương và hồ, đất và khí quyển, và do phóng đại sinh học bằng cách ăn các sinh vật có chứa thủy ngân khác. Phơi nhiễm với thủy ngân có thể xảy ra do hít phải không khí bị ô nhiễm, từ việc ăn thực phẩm có dư lượng thủy ngân trong quá trình chế biến, do tiếp xúc với hơi thủy ngân trong phục hồi răng bằng hỗn hống chứa thủy ngân, và do sử dụng hoặc thải bỏ thủy ngân và các vật thể chứa thủy ngân, ví dụ, sau khi đánh rơi các giọt thủy ngân nguyên tố hoặc thải bỏ đèn huỳnh quang không đúng cách.
Tất cả những chất trên, ngoại trừ thủy ngân lỏng nguyên tố, tạo ra độc tính hoặc tử vong với ít hơn một gam. Trạng thái oxy hóa bằng không của thủy ngân (Hg 0) tồn tại dưới dạng hơi hoặc là kim loại lỏng, trạng thái oxy hóa +1 của nó (Hg+) tồn tại dưới dạng muối vô cơ và trạng thái oxy hóa +2 của nó (Hg2+) có thể tạo thành muối vô cơ hoặc hợp chất hữu cơ.
Tiêu thụ thịt cá voi và cá heo, như thông lệ ở Nhật Bản, là một nguồn gây ngộ độc thủy ngân ở mức độ cao. Tetsuya Endo, giáo sư tại Đại học Khoa học Y tế Hokkaido, đã thử nghiệm thịt cá voi mua ở thị trấn đánh bắt cá Taiji và tìm thấy mức thủy ngân cao hơn 20 lần so với tiêu chuẩn chấp nhận được của Nhật Bản.
Các nguồn chất đốt do con người tạo ra, chẳng hạn như các nhà máy điện đốt than phát ra khoảng một nửa lượng thủy ngân có trong khí quyển, với các nguồn tự nhiên như núi lửa chịu trách nhiệm cho nửa còn lại. Ước tính hai phần ba thủy ngân do con người tạo ra đến từ quá trình đốt cháy cố định, chủ yếu là do đốt than. Các nguồn quan trọng khác do con người tạo ra bao gồm sản xuất vàng, sản xuất kim loại màu, sản xuất xi măng, xử lý chất thải, hỏa táng của con người, sản xuất xút, sản xuất gang và thép, sản xuất thủy ngân (chủ yếu để tạo ra pin) và đốt sinh khối.
Các công nhân hoạt động khai thác vàng độc lập nhỏ có nguy cơ ngộ độc thủy ngân cao hơn do các phương pháp chế biến thô sơ. Đây là mối nguy hiểm cho khai thác vàng thổ phỉ (galamsey) ở Ghana và các công nhân tương tự được gọi là orpailleurs ở các nước cộng đồng Pháp ngữ lân cận. Mặc dù không có ước tính chính thức nào về lực lượng lao động đã được đưa ra, nhưng các nhà quan sát tin rằng 20.000-50.000 người hoạt động như những công nhân khai thác vàng ở Ghana, trong đó bao gồm nhiều phụ nữ làm nghề bốc vác thuê. Các vấn đề tương tự tại các công ty khai thác vàng của Indonesia cũng đã được đề cập.
Một số hợp chất thủy ngân, đặc biệt là các hợp chất hữu cơ chứa thủy ngân, cũng có thể được hấp thụ dễ dàng thông qua tiếp xúc trực tiếp với da. Thủy ngân và các hợp chất của nó thường được sử dụng trong các phòng thí nghiệm hóa học, bệnh viện, phòng khám nha khoa và các cơ sở liên quan đến sản xuất các mặt hàng như bóng đèn huỳnh quang, pin và chất nổ.
Nhiều loại thuốc truyền thống, bao gồm cả thuốc Ayurveda và Y học cổ truyền Trung Quốc có chứa thủy ngân và các kim loại nặng khác.
Không có dữ liệu khoa học nào cho rằng các hợp chất thủy ngân trong chất bảo quản vắc-xin gây ra bệnh tự kỷ hoặc các triệu chứng của bệnh này.

#### Methyl thủy ngân và các hợp chất hữu cơ chứa thủy ngân liên quan
Methyl thủy ngân là nguồn thủy ngân hữu cơ chính cho tất cả các cá nhân. Do tích lũy sinh học, nó hoạt động theo cách thông qua lưới thức ăn và do đó sinh khối, dẫn đến nồng độ cao trong quần thể của một số loài. Các loài cá săn mồi hàng đầu, như cá ngừ hoặc cá kiếm, thường được quan tâm nhiều hơn các loài nhỏ hơn. FDA Hoa Kỳ và EPA khuyên phụ nữ trong độ tuổi sinh đẻ, cho con bú và trẻ nhỏ tránh hoàn toàn việc ăn cá kiếm, cá mập, cá thu vua và cá ngói từ vịnh Mexico, và hạn chế tiêu thụ cá ngừ vây dài ("cá ngừ trắng") không quá 6 oz (170 g) mỗi tuần, và hạn chế ăn tất cả các loại cá và động vật có vỏ khác không quá 12 oz (340 g) mỗi tuần.  Một đánh giá năm 2006 về những rủi ro và lợi ích của việc tiêu thụ cá, đã phát hiện ra rằng đối với người trưởng thành, lợi ích của một đến hai khẩu phần cá mỗi tuần lớn hơn những rủi ro, thậm chí (trừ một vài loài cá) đối với phụ nữ trong độ tuổi sinh đẻ và tránh tiêu thụ cá có thể dẫn đến tử vong do bệnh mạch vành dư thừa đáng kể và sự phát triển thần kinh dưới mức tối ưu ở trẻ em.
Khoảng thời gian giữa phơi nhiễm với methyl thủy ngân và sự xuất hiện của các triệu chứng trong các trường hợp ngộ độc ở người trưởng thành là dài. Khoảng thời gian tiềm ẩn dài nhất được ghi nhận là năm tháng sau một lần phơi nhiễm, trong trường hợp của Dartmouth (xem Lịch sử); các giai đoạn tiềm ẩn khác trong khoảng vài tuần đến vài tháng cũng đã được báo cáo. Không có lời giải thích cho thời gian tiềm ẩn dài này được biết đến. Khi triệu chứng đầu tiên xuất hiện, điển hình là dị cảm (ngứa ran hoặc tê ở da), nó được theo dõi nhanh chóng bởi các tác động nghiêm trọng hơn, đôi khi kết thúc bằng hôn mê và tử vong. Thiệt hại do ngộ dộc dường như được xác định bởi giá trị cực đại của thủy ngân, chứ không phải độ dài của thời gian phơi nhiễm.
Phơi nhiễm methyl thủy ngân trong thời kỳ mang thai của loài gặm nhấm, giai đoạn phát triển xấp xỉ mô hình phát triển thần kinh của con người trong hai kỳ ba tháng đầu tiên, có những hậu quả hành vi kéo dài xuất hiện ở tuổi trưởng thành và trong một số trường hợp, có thể không xuất hiện cho đến khi già. Vỏ não trước hoặc dẫn truyền thần kinh dopamine có thể đặc biệt nhạy cảm với phơi nhiễm methyl thủy ngân thai kỳ rất nhẹ và cho thấy rằng các đánh giá sức khỏe cộng đồng của methyl thủy ngân dựa trên hiệu suất trí tuệ có thể đánh giá thấp tác động của methyl thủy ngân đối với sức khỏe cộng đồng.
Ethyl thủy ngân là một sản phẩm phân hủy của tác nhân kháng khuẩn ethylmercurithiosalicylate, đã được sử dụng như một chất khử trùng tại chỗ và một chất bảo quản vắc-xin (thảo luận thêm ở mục Thiomersal dưới đây). Đặc điểm của nó chưa được nghiên cứu rộng rãi như của methyl thủy ngân. Nó được cơ thể loại bỏ khỏi máu nhanh hơn nhiều, với chu kỳ bán rã từ 7 đến 10 ngày, và nó được chuyển hóa nhanh hơn nhiều so với methyl thủy ngân. Người ta cho rằng không có khả năng methyl thủy ngân vượt qua hàng rào máu não thông qua một phương tiện vận chuyển, mà thay vào đó dựa vào sự khuếch tán đơn giản để đi vào não. Các nguồn tiếp xúc khác của thủy ngân hữu cơ bao gồm phenylmercuric acetat và phenylmercuric nitrat. Các hợp chất này đã được sử dụng trong sơn latex trong nhà vì đặc tính chống vi trùng của chúng, nhưng đã bị loại bỏ vào năm 1990 vì các ca gây độc tính.

#### Hợp chất thủy ngân vô cơ
Thủy ngân xảy ra dưới dạng muối như thủy ngân II chloride (HgCl2) và thủy ngân I chloride (Hg2Cl2), muối thủy ngân I còn được gọi là calomel. Bởi vì chúng hòa tan trong nước nhiều hơn, muối thủy ngân II thường gây ngộ độc cấp tính hơn muối thủy ngân I. Độ hòa tan cao hơn cho phép chúng được hấp thu dễ dàng hơn qua đường tiêu hóa. Muối thủy ngân ảnh hưởng chủ yếu đến đường tiêu hóa và thận, và có thể gây tổn thương thận nghiêm trọng; tuy nhiên, vì chúng không thể vượt qua hàng rào máu não dễ dàng, những muối này gây ra ít tổn thương thần kinh mà không tiếp xúc nhiều hoặc nặng. Thủy ngân II xyanua (Hg(CN)2) là một hợp chất thủy ngân đặc biệt độc đã được sử dụng trong các vụ giết người, vì nó không chỉ chứa thủy ngân mà còn chứa cả xyanua, dẫn đến ngộ độc xyanua đồng thời. Thuốc n-acetyl penicillamine đã được sử dụng để điều trị ngộ độc thủy ngân với thành công hạn chế.

#### Thủy ngân nguyên tố
Thủy ngân kim loại lỏng được hấp thụ kém qua đường tiêu hóa và tiếp xúc với da. Hơi của nó là dạng nguy hiểm nhất. Dữ liệu động vật cho thấy ít hơn 0,01% thủy ngân ăn vào được hấp thụ qua đường tiêu hóa còn nguyên vẹn, mặc dù điều đó có thể không đúng đối với các cá nhân bị bệnh tắc ruột. Các trường hợp nhiễm độc toàn thân do vô tình nuốt thủy ngân là rất hiếm, và cố gắng tự tử bằng cách tiêm thủy ngân vào tĩnh mạch dường như không gây độc tính toàn thân, mặc dù nó vẫn gây ra tổn thương bằng cách làm tắc các mạch máu cả ở vị trí tiêm và phổi. Mặc dù không được nghiên cứu một cách định lượng, các tính chất vật lý của thủy ngân nguyên tố lỏng hạn chế sự hấp thụ của nó qua da nguyên vẹn và với tốc độ hấp thu rất thấp từ đường tiêu hóa, độ hấp thu của da sẽ không cao. Một số hơi thủy ngân được hấp thụ qua da, nhưng sự hấp thu theo con đường này chỉ bằng khoảng 1% bằng cách hít hơi thủy ngân.
Ở người, khoảng 80% hơi thủy ngân hít vào được hấp thụ qua đường hô hấp, nơi nó đi vào hệ tuần hoàn và được phân phối khắp cơ thể. Tiếp xúc mạn tính bằng cách hít vào, thậm chí ở nồng độ thấp trong khoảng 0,7–42 mg/m 3 đã được chứng minh trong các nghiên cứu bệnh chứng gây ra hiệu ứng như run, kỹ năng nhận thức bị suy yếu và rối loạn giấc ngủ ở người lao động.
Hít phải hơi thủy ngân nồng độ cao gây ra nhiều rối loạn về nhận thức, tính cách, cảm giác và vận động. Các triệu chứng nổi bật nhất bao gồm run rẩy (ban đầu ảnh hưởng đến bàn tay và đôi khi lan sang các bộ phận khác của cơ thể), mất khả năng cảm xúc (đặc trưng bởi sự cáu kỉnh, nhút nhát quá mức, mất tự tin và hồi hộp), mất ngủ, mất trí nhớ, thay đổi thần kinh cơ (yếu, cơ bắp teo cơ, co giật cơ bắp, đau đầu, viêm đa dây thần kinh (dị cảm, mất cảm giác găng tay, phản xạ gân xương hiếu động, tốc độ dẫn truyền thần kinh và vận động chậm), và thiếu hụt hiệu suất trong các xét nghiệm chức năng nhận thức.

## Cơ chế
Độc tính của các nguồn thủy ngân có thể được dự kiến sẽ phụ thuộc vào bản chất của nó, nghĩa là muối so với các hợp chất hữu cơ và so với thủy ngân nguyên tố.
Một cơ chế gây độc cho thủy ngân liên quan đến sự ức chế không thể đảo ngược của selenoenzyme, chẳng hạn như thioredoxin reductase (IC50 = 9 nM). Mặc dù có nhiều chức năng, thioredoxin reductase phục hồi vitamin C và E, cũng như một số phân tử chống oxy hóa quan trọng khác, trở lại dạng khử của chúng, cho phép chúng chống lại các tấn công oxy hóa. Do tốc độ tiêu thụ oxy đặc biệt cao trong các mô não, việc sản xuất các loại oxy phản ứng (ROS) được nhấn mạnh trong các tế bào quan trọng này, khiến chúng đặc biệt dễ bị tổn thương oxy hóa và đặc biệt phụ thuộc vào sự bảo vệ chống oxy hóa được cung cấp bởi selenoenzyme. Phơi nhiễm thủy ngân cao làm cạn kiệt lượng selen tế bào có sẵn cho quá trình sinh tổng hợp của thioredoxin reductase và các selenoenzyme khác ngăn ngừa và đảo ngược tổn thương oxy hóa,, nếu sự suy giảm nghiêm trọng và kéo dài, sẽ dẫn đến rối loạn tế bào não..
Thủy ngân ở các dạng khác nhau đặc biệt có hại cho thai nhi như một chất độc môi trường trong thai kỳ, cũng như trẻ sơ sinh. Phụ nữ đã tiếp xúc với thủy ngân vượt quá đáng kể lượng tiêu thụ selen trong chế độ ăn uống trong thai kỳ có nguy cơ sinh con bị dị tật bẩm sinh nghiêm trọng. Phơi nhiễm thủy ngân vượt quá lượng bổ sung selen trong chế độ ăn uống ở trẻ nhỏ có thể gây hậu quả nghiêm trọng về thần kinh, ngăn chặn vỏ bọc thần kinh hình thành đúng cách.
Phơi nhiễm với methyl thủy ngân làm tăng mức độ kháng thể được gửi đến protein cơ bản myelin (MBP), có liên quan đến quá trình myel hóa tế bào thần kinh và protein axit fibrillary glial (GFAP), rất cần thiết cho nhiều hệ thần kinh trung ương (CNS). Điều này gây ra phản ứng tự động chống lại MBP và GFAP và dẫn đến suy thoái myelin thần kinh và suy giảm chức năng chung của CNS.

## Chẩn đoán
Chẩn đoán ngộ độc thủy ngân nguyên tố hoặc thủy ngân vô cơ liên quan đến việc xác định lịch sử phơi nhiễm, phát hiện vật lý và gánh nặng thủy ngân tăng cao. Mặc dù nồng độ thủy ngân toàn máu thường dưới 6 μg/L, chế độ ăn nhiều cá có thể dẫn đến nồng độ thủy ngân trong máu cao hơn 200 μg/L; Việc đo các mức này đối với các trường hợp nghi ngờ nhiễm độc nguyên tố hoặc vô cơ là không hữu ích vì thời gian bán hủy ngắn của thủy ngân trong máu. Nếu tiếp xúc là mạn tính, có thể đạt được mức nước tiểu; Mẫu đo trong vòng 24 giờ đáng tin cậy hơn mẫu đo tại chỗ. Rất khó hoặc không thể giải thích các mẫu nước tiểu của bệnh nhân trải qua liệu pháp thải kim loại nặng, vì chính liệu pháp này làm tăng mức thủy ngân trong các mẫu đo.
Chẩn đoán ngộ độc thủy ngân hữu cơ khác nhau trong phân tích máu đầy đủ hoặc phân tích tóc là đáng tin cậy hơn so với mức thủy ngân trong phân tích nước tiểu.

## Phòng ngừa
Ngộ độc thủy ngân có thể được ngăn ngừa hoặc giảm thiểu bằng cách loại bỏ hoặc giảm tiếp xúc với các hợp chất thủy ngân và thủy ngân kim loại. Để đạt được điều đó, nhiều chính phủ và các nhóm tư nhân đã nỗ lực để điều chỉnh mạnh mẽ việc sử dụng thủy ngân, hoặc đưa ra các lời khuyên về việc sử dụng nó. Ví dụ, việc xuất khẩu thủy ngân và một số hợp chất thủy ngân từ Liên minh châu Âu đã bị cấm kể từ ngày 15 tháng 3 năm 2010 
Cơ quan Bảo vệ Môi trường Hoa Kỳ (EPA) đã đưa ra các khuyến nghị trong năm 2004 liên quan đến việc tiếp xúc với thủy ngân trong cá và động vật có vỏ. EPA cũng đã phát triển chiến dịch nâng cao nhận thức "Fish Kids" cho trẻ em và thanh niên  vì tác động lớn hơn của việc tiếp xúc với thủy ngân đối với mảng dân số đó.

### Làm sạch thủy ngân tràn ra ngoài

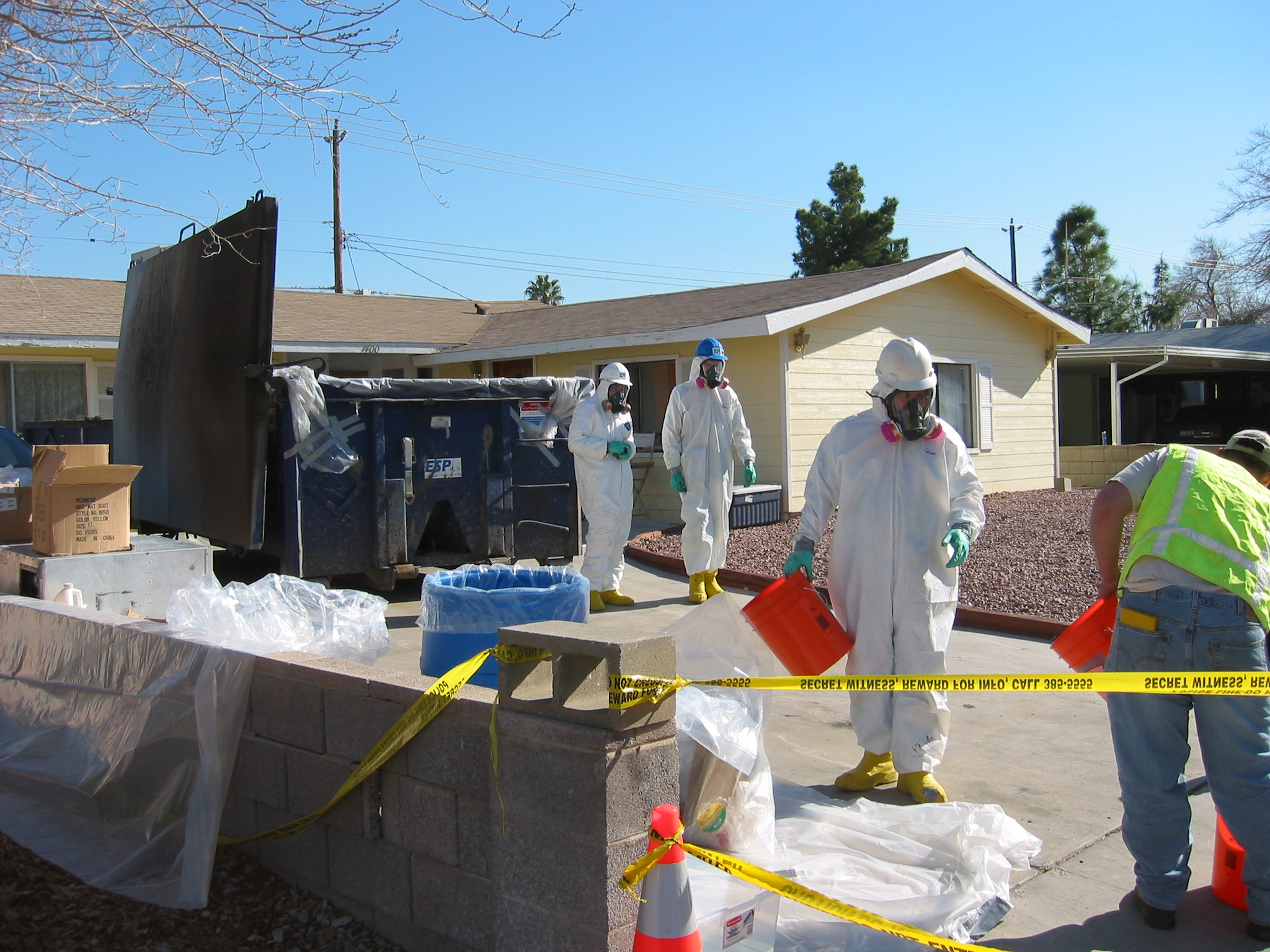
Công nhân EPA dọn sạch tràn thủy ngân tràn ra khu dân cư năm 2004

Nhiệt kế chứa thủy ngân và bóng đèn chứa thủy ngân không phổ biến như trước đây và lượng thủy ngân chúng chứa không chắc là mối lo ngại về sức khỏe nếu được xử lý cẩn thận. Tuy nhiên, các mặt hàng bị hỏng vẫn yêu cầu dọn dẹp cẩn thận, vì thủy ngân có thể khó thu thập và rất dễ vô tình tạo ra vấn đề phơi nhiễm lớn hơn nhiều. Nếu có sẵn, lưu huỳnh dạng bột có thể được áp dụng cho sự cố tràn thủy ngân, để cùng với thủy ngân tạo ra một hợp chất rắn dễ dàng loại bỏ khỏi bề mặt hơn là so với thủy ngân lỏng.

## Điều trị
Xác định và loại bỏ nguồn thủy ngân là rất quan trọng. Khử nhiễm thủy ngân đòi hỏi phải loại bỏ quần áo, rửa da bằng xà phòng và nước, và rửa mắt bằng dung dịch muối khi cần thiết.

### Loại bỏ kim loại nặng
Điều trị thải kim loại nặng trong ngộ độc thủy ngân vô cơ cấp tính có thể được thực hiện bằng DMSA, axit 2,3-dimercapto-1-propanesulfonic (DMPS), D -penicillamine (DPCN) hoặc dimercaprol (BAL). Chỉ DMSA được FDA chấp thuận sử dụng cho trẻ em để điều trị ngộ độc thủy ngân. Tuy nhiên, một số nghiên cứu không tìm thấy lợi ích lâm sàng rõ ràng từ điều trị DMSA cho ngộ độc do hơi thủy ngân. Không có cách loại bỏ thủy ngân cho phơi nhiễm methyl thủy ngân hoặc ethyl thủy ngân được FDA chấp thuận; DMSA được sử dụng thường xuyên nhất cho ngộ độc methyl thủy ngân nghiêm trọng, vì nó được dùng bằng đường uống, có ít tác dụng phụ hơn và được phát hiện là vượt trội so với BAL, DPCN và DMPS.  Axit α-Lipoic (ALA) đã được chứng minh là bảo vệ chống ngộ độc thủy ngân cấp tính ở một số loài động vật có vú khi nó được đưa ra ngay sau khi tiếp xúc; liều lượng chính xác là cần thiết, vì liều lượng không phù hợp làm tăng độc tính. Mặc dù người ta đã đưa ra giả thuyết rằng ALA liều thấp thường xuyên có thể có tiềm năng như một chất thải sắt thủy ngân, các nghiên cứu trên chuột đã trái ngược nhau. Glutathione và N -acetylcystein (NAC) được một số bác sĩ đề nghị, nhưng đã được chứng minh là làm tăng nồng độ thủy ngân trong thận và não.
Điều trị thải kim loại nặng có thể nguy hiểm nếu dùng không đúng cách. Vào tháng 8 năm 2005, một dạng EDTA không chính xác (edetat dinatri) được sử dụng để điều trị thải kim loại nặng dẫn đến hạ calci máu, gây ngừng tim khiến một cậu bé tự kỷ năm tuổi thiệt mạng.

### Khác
Những phát hiện thực nghiệm đã chứng minh sự tương tác giữa selen và methyl thủy ngân, nhưng các nghiên cứu dịch tễ học đã tìm thấy rất ít bằng chứng cho thấy selen giúp bảo vệ chống lại tác dụng phụ của methyl thủy ngân.

## Tiên lượng
Một số tác dụng độc hại của thủy ngân là có thể đảo ngược một phần hoặc toàn bộ, thông qua liệu pháp cụ thể hoặc thông qua việc loại bỏ tự nhiên kim loại sau khi việc tiếp xúc với thủy ngân đã bị ngưng.  Kết quả khám nghiệm tử thi chỉ ra thời gian bán hủy của thủy ngân vô cơ trong não người là 27,4 năm. Phơi nhiễm nặng hoặc kéo dài có thể gây tổn hại không hồi phục được, đặc biệt là ở thai nhi, trẻ sơ sinh và trẻ nhỏ. Hội chứng Young được cho là hậu quả lâu dài của ngộ độc thủy ngân ở trẻ nhỏ.
Thủy ngân II chloride có thể gây ung thư vì nó đã gây ra sự gia tăng một số loại khối u ở chuột, trong khi methyl thủy ngân đã gây ra khối u thận ở chuột đực. EPA đã phân loại thủy ngân II chloride và methyl thủy ngân là chất gây ung thư ở người (ATSDR, EPA)

### Phát hiện trong chất dịch sinh học
Thủy ngân có thể được đo trong máu hoặc nước tiểu để xác nhận chẩn đoán ngộ độc ở người bệnh khi nhập viện hoặc để hỗ trợ điều tra pháp y trong trường hợp quá liều gây tử vong. Một số kỹ thuật phân tích có khả năng phân biệt hữu cơ với các dạng vô cơ của kim loại. Nồng độ trong cả hai chất lỏng này có xu hướng đạt mức cao sớm sau khi tiếp xúc với các dạng vô cơ, trong khi mức độ thấp hơn nhưng rất dai dẳng được quan sát thấy sau khi tiếp xúc với thủy ngân nguyên tố hoặc hữu cơ. Liệu pháp thải kim loại nặng có thể gây tăng nồng độ thủy ngân trong nước tiểu.

## Lịch sử
- Một số hoàng đế Trung Quốc và các quý tộc Trung Quốc khác được biết hoặc nghi ngờ đã chết hoặc bị bệnh do ngộ độc thủy ngân sau khi các nhà giả kim thuật cho họ uống "thuốc tiên" để tăng cường sức khỏe, đạt tới trường sinh bất lão có chứa thủy ngân nguyên tố hoặc (phổ biến hơn) là chu sa. Dưới đây là những ví dụ nổi bật nhất:
  - Hoàng đế đầu tiên của Trung Quốc thống nhất, Tần Thủy Hoàng, được báo cáo là đã chết vì uống thuốc thủy ngân với mục đích giúp ông trường sinh bất lão.[49]
  - Đường Tuyên Tông, một trong những hoàng đế Trung Quốc cuối triều đại nhà Đường, được cho uống thuốc "chu sa đã được xử lý và khuất phục bằng lửa" để đạt được trường sinh bất lão. Những lo ngại rằng đơn thuốc có ảnh hưởng xấu đến sức khỏe và sự tỉnh táo của hoàng đế đã bị các nhà giả kim hoàng gia xua đuổi, họ đã trích dẫn các y văn liệt kê một số bệnh của hoàng đế (bao gồm ngứa, hình thành, sưng và yếu cơ), ngày nay được công nhận là các dấu hiệu và triệu chứng của ngộ độc thủy ngân, là bằng chứng cho thấy thuốc tiên đang điều trị hiệu quả các căn bệnh tiềm ẩn của hoàng đế. Tuyên Tông trở nên cáu kỉnh và hoang tưởng, và dường như cuối cùng ông đã chết vì ngộ độc.
- Trong cuộc chinh phục thế giới mới của Tây Ban Nha vào thế kỷ 16 và 17, việc dùng nô lệ khai thác các mỏ thủy ngân là phổ biến vì kim loại này được sử dụng để làm sạch các mỏ bạc giàu có ở Trung Mỹ trước khi được đưa trở lại Tây Ban Nha. Để tránh ảnh hưởng của ngộ độc thủy ngân đối với con cái, các bậc cha mẹ được biết là cố tình làm chấn thương hoặc làm què con cái để khiến chúng không thể làm việc trong hầm mỏ.[50]